# شهرستان رالز (میزوری)
شهرستان رالز، میزوری (به انگلیسی: Ralls County, Missouri) یک سکونتگاه مسکونی در ایالات متحده آمریکا است که در میزوری واقع شده‌است.